# Filozofsko drvo
Filozofsko drvo je redovna epizoda strip serijala Marti Misterije premijerno objavljena u Srbiji u svesci #62. u izdanju Veselog četvrtka. Sveska je objavljena 21. aprila 2022. Koštala je 490 din (4,1 €; 4,75 $). Imala je 162 strane.

## Originalna epizoda
Originalna epizoda pod nazivom L'albero filosofico objavljena je premijerno u #342. regularne edicije Marti Misterije koja je u Italiji u izdanju Bonelija izašla 12. avgusta 2015. Epizodu je nacrtao Đankarlo Alesandrini, a scenario napisao Vinčenco Bereta. Naslovnu stranu nacrtao Đankarlo Alesandrini. Koštala je 6,3 €.

## Kratak sadržaj
Prolog. Alina, mlada umetnica iz Nju Hempšira, istražuje istoriju naroda koji je živeo nadomak šume a potom odlučio da se, bežeći pred neprijateljima, sakrije u šumu u kojoj nalazi bezbednost. Alina se najpre sreće sa prijateljicom Izergil, a potom i doktorom Vornerom koji joj donosi paketa sa lekovima među kojima se nalazi i Hloropromazim.
Glavna priča. Nju Jork, avgust 2015. Nakon održanog javnog predavanja povodom dana drveća, Marti Misterija se vraća kući. Dajana ga moli da se sretne sa prečasnim Klarisom Normanom, koji je spreman da ostavi značajnu zaostavštinu Dijaninom centru za socijalni rad pod uslovom da se Marti sretne s njim.
Norman ima ćerku Klarisu koja je prijavila ubistvo verenika i nestala u obližnjoj šumi. Kada se vratila počela je da „obuzelo ju je nerazumljivo ludilo“ nakon čega je smeštena u senatorijum „Bridžvoter“. Kada je Klarens otišao da je poseti, počeo je da veruje da osoba koja se vratila iz šume nije njegova ćerka. Klarens sada moli Misteriju da pronađe njegovu pravu ćerku. Marti odlazi da pregleda Klarisinu sobu i nalazi policu sa knjigama gde mu pažnju privlači knjiga K. G. Juna Filozofsko drvo, ali i Klarisin crtež sa obešenom osobom. (Kasnije je u toj sobi Klarisina majka izvrpila saomubistvo vešanjem.)
Marti dolazi kod školskog psihologa, koja mu otkriva da je Klarisa imala najbolju prijateljicu Saru Elison, te da je Klasira istraživala radove Gistava D’Amebrla (izmišljena ličnost; preteča Jungove misli) koji se u 18. veku doselio iz Evrope i na živeo u šumi nadomak Klarks Kornera u severnom Nju Hempširu. Marti posećuje Klarisu u senatorijumu „Bridžvoter“ gde mu Klarisa objašnjava da je odlaskom u šumu shvatila da živ u licemernom svetu od kojeg najviše krivi sopstvenog oca „koji odbija da sagleda istinu“.
Marti kasnije sreće Saru, koja ga vodi u šumu i objašnjava da su poremećaji ličnosti zapravo izazvano velikom koloičinom (oko 500 tona) otrovnog đubriva LV-426, koje je upotrebljeno u šumi.

## Inspiracija psihoanalizom
Epizoda je dobila naziv po eseju psihoanalitičara K. G. Junga "Filozofsko drvo" (objavljen 1945. godine). U epizodi se ovaj tekst pojavljuje kao obimna knjiga (str. 34-5), što je pogrešno. Jung tvrdi da postoji kolektivni rezervoar mašte koji se sastoji od arhetipskih slika koje utiču na naš život i ponašanje. Jedna od ovih slika je drvo, koje se često pojavljuje u narodnim verovanjima i pričama. Jungu je drvo koristilo za psihoanalizu. U eseju je analizirao slike drveća koja su nacrtali njegovi pacijenti (na sličan način na koji je Frojd pre njega analizirao snove). 

## Inspiracija pop kulturom i filmom
Alina i Izergil raspravljaju o filmovima o šizofreniji, pominjući filmove Lavirint (1986) i Blistavi um (2001). Vozeći se u automobilu, Alina sluša pesmu „Teach your own children well“, grupe Crosby, Stills, Nash and Young.

## Ukrštanje sa drugim strip junacima
Kada Martiju crkne auto na putu ka „Bridžvoteru“, on iznajmljuje staru „bubu“ (Folksvagen) od lokalnog mehaničara. Kada ga prvi put ugleda kaže „Jedan moj prijatelj Englez ima sličan model i još se drži“ (str. 72) Marti misli na Dilan Doga, koji je poznat po svojoj bubi.

## Prethodna i naredna sveska
Prethodna sveska nosila je naziv Tvorac mitova (#61), a naredna Hiljadu ždralova Hirošime (#63).